# Vincenzo Carmine Orofino
Vincenzo Carmine Orofino (San Severino Lucano, 8 luglio 1953) è un vescovo cattolico italiano, dal 28 aprile 2016 vescovo di Tursi-Lagonegro.

## Biografia
È nato a San Severino Lucano, in provincia di Potenza e diocesi di Anglona-Tursi, l'8 luglio 1953.

### Formazione e ministero sacerdotale
Nel 1966 è entrato nel seminario di Potenza e poi in quello di Salerno per frequentare gli studi filosofico-teologici. Alunno dell'Almo collegio Capranica, ha poi studiato teologia alla Pontificia Università Gregoriana di Roma e ha conseguito la licenza in teologia dogmatica presso la Pontificia Università Lateranense.
Il 4 ottobre 1980 è stato ordinato presbitero, per la diocesi di Anglona-Tursi, dal vescovo Vincenzo Franco.
Dopo l'ordinazione è stato nominato vicario parrocchiale della parrocchia di San Giacomo a Lauria e incaricato della pastorale giovanile cittadina. Nel 1981 è stato eletto membro del collegio dei consultori e del consiglio presbiterale diocesano. Dal 1982 è stato vicario cooperatore della parrocchia di Maria Santissima della Visitazione a Senise, direttore della Commissione vocazionale diocesana e docente di teologia presso l'Istituto di Scienze religiose. Dal 1983 al 1993 è stato membro della Commissione presbiterale regionale lucana.
Nel 1983 è stato nominato parroco a San Severino Lucano presso le parrocchie della Beata Vergine Maria dell'Abbondanza e di Maria Santissima del Carmine; al contempo coordinava le attività pastorali della chiesa di Maria Santissima degli Angeli e del santuario di Maria Santissima del Pollino. In quegli anni ha ricoperto il ruolo di assistente spirituale degli universitari a Potenza.
Dal 1989 al 1996 è stato direttore dell'Ufficio missionario diocesano, mentre dal 1992 ha ricoperto l'incarico di insegnante di teologia all'Istituto teologico interdiocesano di Potenza, presso cui è stato redattore della rivista teologica. Vicario episcopale e moderator curiæ della diocesi di Tursi-Lagonegro dal 1993 al 1997, in quell'anno è stato chiamato dal vescovo Rocco Talucci all'incarico di vicario generale, ruolo che ricoprirà anche con il successore Francescantonio Nolè, fino alla sua nomina episcopale.

### Ministero episcopale
Il 20 marzo 2004 papa Giovanni Paolo II lo ha nominato vescovo di Tricarico; è succeduto a Salvatore Ligorio, nominato arcivescovo di Matera-Irsina. Il 15 maggio successivo ha ricevuto l'ordinazione episcopale, nella cattedrale di Santa Maria Assunta a Tricarico, dall'arcivescovo Paolo Romeo, nunzio apostolico in Italia, co-consacranti l'arcivescovo metropolita di Potenza-Muro Lucano-Marsico Nuovo Agostino Superbo e il vescovo di Tursi-Lagonegro Francescantonio Nolè. Durante la stessa celebrazione ha preso possesso della diocesi.
In seno alla Conferenza Episcopale Italiana è stato segretario della Commissione episcopale per il servizio della carità e la salute e membro della presidenza di Caritas Italiana.
Il 28 aprile 2016 papa Francesco lo ha trasferito alla diocesi di Tursi-Lagonegro, succedendo così a Francescantonio Nolè, precedentemente nominato arcivescovo metropolita di Cosenza-Bisignano. Il 25 giugno seguente ha preso possesso della diocesi.
Il 1º marzo 2018 è stato eletto vicepresidente della Conferenza episcopale della Basilicata.
Il 16 aprile 2025 ha proclamato ufficialmente il 72º miracolo di Lourdes, consistito nella guarigione di Antonietta Raco.

## Genealogia episcopale e successione apostolica
La genealogia episcopale è:
- Cardinale Scipione Rebiba
- Cardinale Giulio Antonio Santori
- Cardinale Girolamo Bernerio, O.P.
- Arcivescovo Galeazzo Sanvitale
- Cardinale Ludovico Ludovisi
- Cardinale Luigi Caetani
- Cardinale Ulderico Carpegna
- Cardinale Paluzzo Paluzzi Altieri degli Albertoni
- Papa Benedetto XIII
- Papa Benedetto XIV
- Papa Clemente XIII
- Cardinale Enrico Benedetto Stuart
- Papa Leone XII
- Cardinale Chiarissimo Falconieri Mellini
- Cardinale Camillo Di Pietro
- Cardinale Mieczysław Halka Ledóchowski
- Cardinale Jan Maurycy Paweł Puzyna de Kosielsko
- Arcivescovo Józef Bilczewski
- Arcivescovo Bolesław Twardowski
- Arcivescovo Eugeniusz Baziak
- Papa Giovanni Paolo II
- Cardinale Paolo Romeo
- Vescovo Vincenzo Carmine Orofino

La successione apostolica è:
- Arcivescovo Francesco Sirufo (2016)